# “8·10”西汉高速陕西段重大事故
“8·10”西汉高速陕西段重大事故是一起发生于2017年8月的中国交通事故，共造成36死13伤。

## 事件经过
2017年8月10日23時34分左右，一輛河南牌照從成都開往洛陽的客運車途經安康市境内的西漢高速秦嶺一號隧道時撞到隧道洞口，造成36人死亡13人受傷。
初步的调查结果表明，这次事故的直接原因是驾驶员疲劳驾驶。同时，事故的发生與該造成隧道口形成斷頭路的不良設計有关。2018年5月23日，事故调查报告获得中华人民共和国国务院批准，被定性为“生产安全责任事故”。与该事件有关的责任人中，28人被立案侦查，32人受到政府处分。

## 事故之后

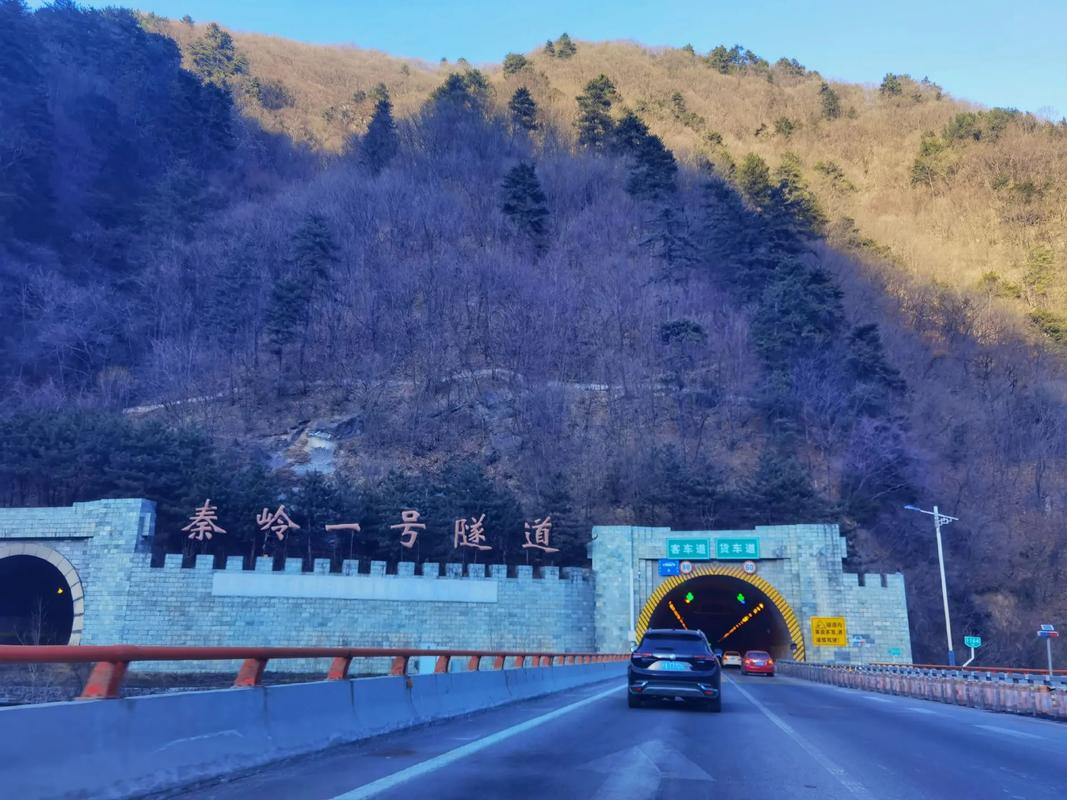
整治后的隧道口，已设置明显警示设施

事故发生地的隧道口现已安装明显护栏和警示设施。